# Bò Belmont Red

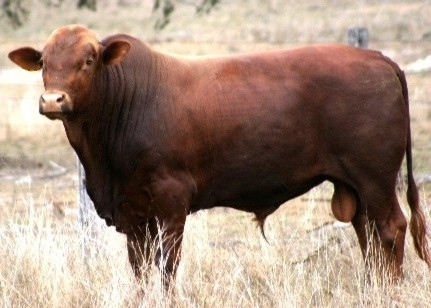
Một con bò đực Belmont Red

Belmont Red là một giống bò thịt của Úc được phát triển bởi Tổ chức nghiên cứu công nghiệp và khoa học khối thịnh vượng chung (Commonwealth Scientific and Industrial Research Organisation - CSIRO) vào năm 1954 để đáp ứng nhu cầu gia súc ở vùng nhiệt đới của Úc, giúp cải thiện khả năng sinh sản của bò Bos indicus. Loài bò này được hình thành tại Trạm nghiên cứu Belmont như một hỗn hợp từ một số giống Bos taurus: Africander (African Sanga), Hereford và Shorthorn. Loài này được CSIRO phát hành cho các nhà lai tạo người Úc vào năm 1969.
Các đặc điểm được các nhà lai tạo lựa chọn lúc đó là khả năng sinh sản cao hơn, khả năng chống bọ chét cao, khả năng chịu nhiệt tốt, tăng trưởng tốt, chất lượng thịt tốt hơn, tính khí dịu dàng và hiệu suất thức ăn cao trên cỏ hoặc trong vùng chăn nuôi.
Việc lựa chọn cứng nhắc trên cho giống bò này đã tạo ra những đặc điểm quan trọng về mặt kinh tế này đã dẫn đến sự phát triển của gia súc thích nghi tốt với cả môi trường nhiệt đới và ôn đới.
Đàn bò thương mại lớn chứa các cá thể của giống này đang sinh sống trên đồng cỏ bản địa ở cả Queensland và Northern Territory đều có tỷ lệ sinh trưởng trên 90% đạt được ở các nhóm giống lớn có 5.000 con.
Giống bò Belmont Reds đã đạt được nhiều thắng lợi và vị trí cao trong các cuộc thi Carcass.